# Faneuil Hall
La Faneuil Hall è un edificio storico di Boston posto lungo il Freedom Trail e noto per aver ospitato diversi discorsi di Samuel Adams, James Otis e altri celebri indipendentisti. Per tale motivo è talvolta definita anche come la "Culla della Libertà" (in inglese: The Cradle of Liberty).

## Storia
Nel XVIII secolo si pensò di costruire un edificio che ospitasse il mercato cittadino di Boston e nel luglio 1740, dopo anni di discussioni, lo schiavista Peter Faneuil si offrì di costruire a proprie spese l'edificio e di donarlo alla città. All'epoca i bostoniani non erano certi che un unico mercato centralizzato avrebbe giovato alla città, tuttavia la proposta di Faneuil fu accettata e i lavori presso Dock Square iniziarono nel settembre dello stesso anno.
Il progetto fu affidato a John Smibert, artista di origini scozzesi, che optò per un edificio in stile anglo-georgiano composto da un piano terra, che avrebbe ospitato il mercato, e un piano superiore per le assemblee cittadine. L'edificio fu completato nel 1742 ma fu distrutto da un incendio nel 1761. La città la ricostruì nel corso dell'anno successivo, mantenendone le funzioni e durante l'occupazione inglese di Boston, nel corso della guerra d'indipendenza, la Faneuil Hall ospitò diversi discorsi di alcuni celebri indipendentisti americani, venendo utilizzata inoltre come teatro.
Nel corso del 1806 Charles Bulfinch, futuro architetto del Campidoglio, progettò l'ampliamento della Hall, aggiungendo un terzo piano, spostando la cupola al lato opposto dell'edificio e decorando i pilastri dei primi due piani con dei capitelli dorici, mentre il terzo con capitelli di ordine ionico. Nel 1824 fu costruito il vicino Quincy Market mentre la Faneuil fu ricostruita interamente tra il 1898 e il 1899 con materiali ignifughi.
Una delibera del 30 Ottobre 2023 da parte del Consiglio cittadino di Boston avrebbe decretato la modifica del nome dell'edificio, al fine di ridurre la simbologia razzista presente in città, senza tuttavia indicare un nome alternativo.